# Gare de Kuji
La gare de Kuji (久慈駅, Kuji-eki) est une gare ferroviaire de la ville de Kuji, dans la préfecture d'Iwate, au Japon. La gare est exploitée par les compagnies JR East et Santetsu.

## Situation ferroviaire
La gare de Kuji marque la fin des lignes Hachinohe et Rias

## Historique
La gare de Kuji été inaugurée le 27 mars 1930.

## Service des voyageurs

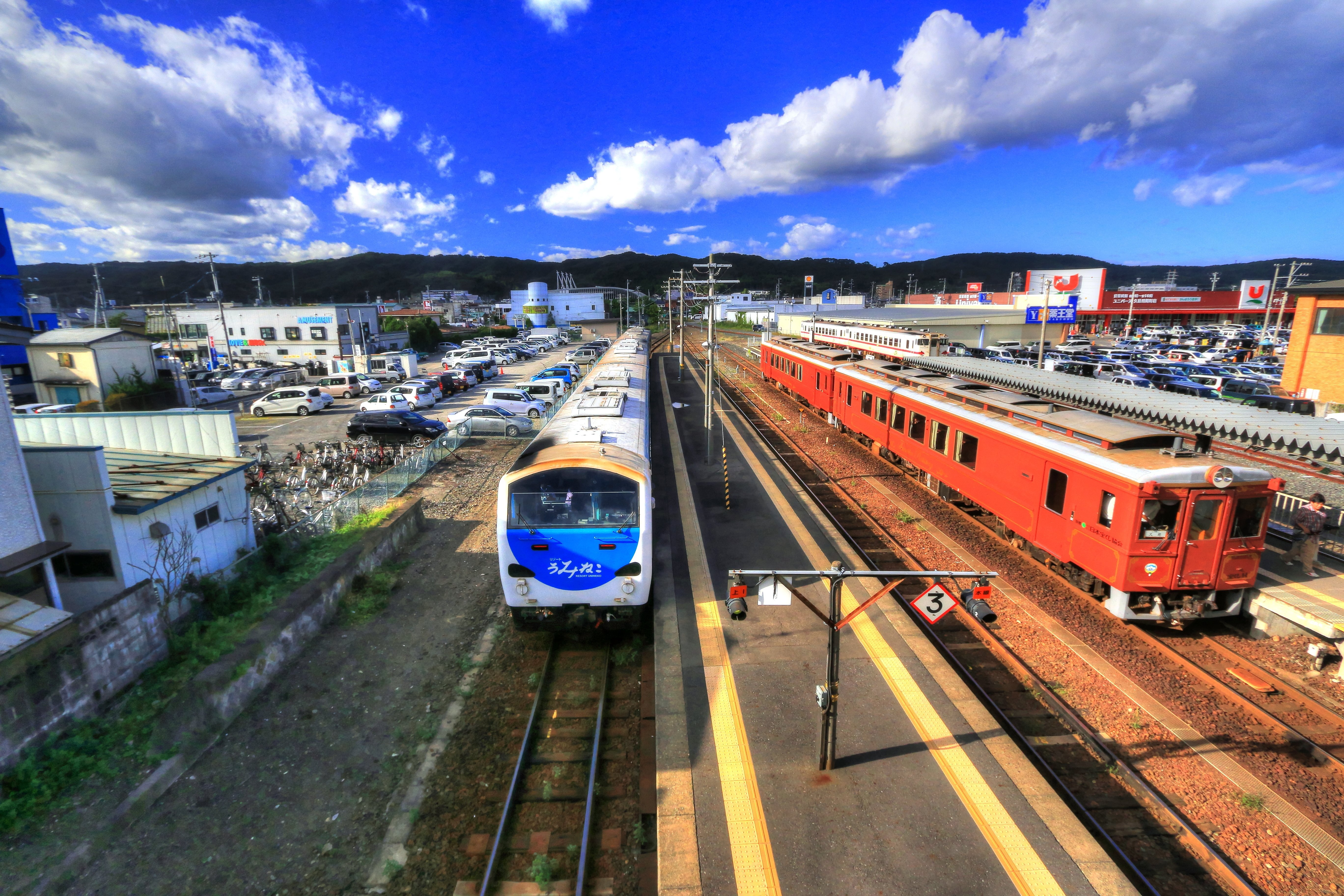
Vue des quais.

### Accueil
La gare dispose d'un bâtiment voyageurs, avec guichets, ouvert tous les jours.

### Desserte

#### JR East
- Ligne Hachinohe :
  - voies 1 et 2 : direction Hachinohe

#### Santetsu
- Ligne Rias :
  - direction Miyako, Kamaishi et Sakari